# 16e cérémonie des Toronto Film Critics Association Awards
La 16e cérémonie des Toronto Film Critics Association Awards (TFCA Awards), décernés par la Toronto Film Critics Association, a eu lieu le 18 décembre 2012, et a récompensé les films réalisés dans l'année,.

## Palmarès

### Meilleur film
- The Master
  - Amour
  - Zero Dark Thirty

### Meilleur réalisateur
- Paul Thomas Anderson pour The Master
  - Kathryn Bigelow pour Zero Dark Thirty
  - Leos Carax pour Holy Motors

### Meilleur acteur
- Denis Lavant pour le rôle de M. Oscar dans Holy Motors
  - Daniel Day-Lewis pour le rôle d'Abraham Lincoln dans Lincoln
  - Joaquin Phoenix pour le rôle de Freddie Quell dans The Master

### Meilleure actrice
- Rachel Weisz pour le rôle de Hester Collyer dans The Deep Blue Sea
  - Jessica Chastain pour le rôle de Maya dans Zero Dark Thirty
  - Emmanuelle Riva pour le rôle d'Anne dans Amour

### Meilleur acteur dans un second rôle
- Philip Seymour Hoffman pour le rôle de Lancaster Dodd dans The Master
  - Javier Bardem pour le rôle de Raoul Silva dans Skyfall
  - Tommy Lee Jones pour le rôle de Thaddeus Stevens dans Lincoln

### Meilleure actrice dans un second rôle
- Gina Gershon pour le rôle de Sharla Smith dans Killer Joe
  - Amy Adams pour le rôle de Mary Sue Dodd dans The Master
  - Ann Dowd pour le rôle de Sandra dans Compliance
  - Anne Hathaway pour le rôle de Fantine dans Les Misérables

### Meilleur premier film
(ex æquo)
- Les Bêtes du sud sauvage (Beasts of the Southern Wild) – Benh Zeitlin
- Beyond the Black Rainbow – Panos Cosmatos
  - La Cabane dans les bois (The Cabin in the Woods) – Drew Goddard

### Meilleur scénario
- The Master – Paul Thomas Anderson
  - Lincoln – Tony Kushner
  - Zero Dark Thirty – Mark Boal

### Meilleur film étranger
- Amour •  Autriche /  France
  - Holy Motors •  Allemagne /  France
  - Tabou (Tabu) •  Portugal

### Meilleur film d'animation
- L'Étrange Pouvoir de Norman (ParaNorman)
  - Frankenweenie
  - Rebelle (Brave)

### Meilleur film documentaire
- Stories We Tell
  - The Queen of Versailles
  - Sugar Man (Searching For Sugar Man)